# Matthias Schoch

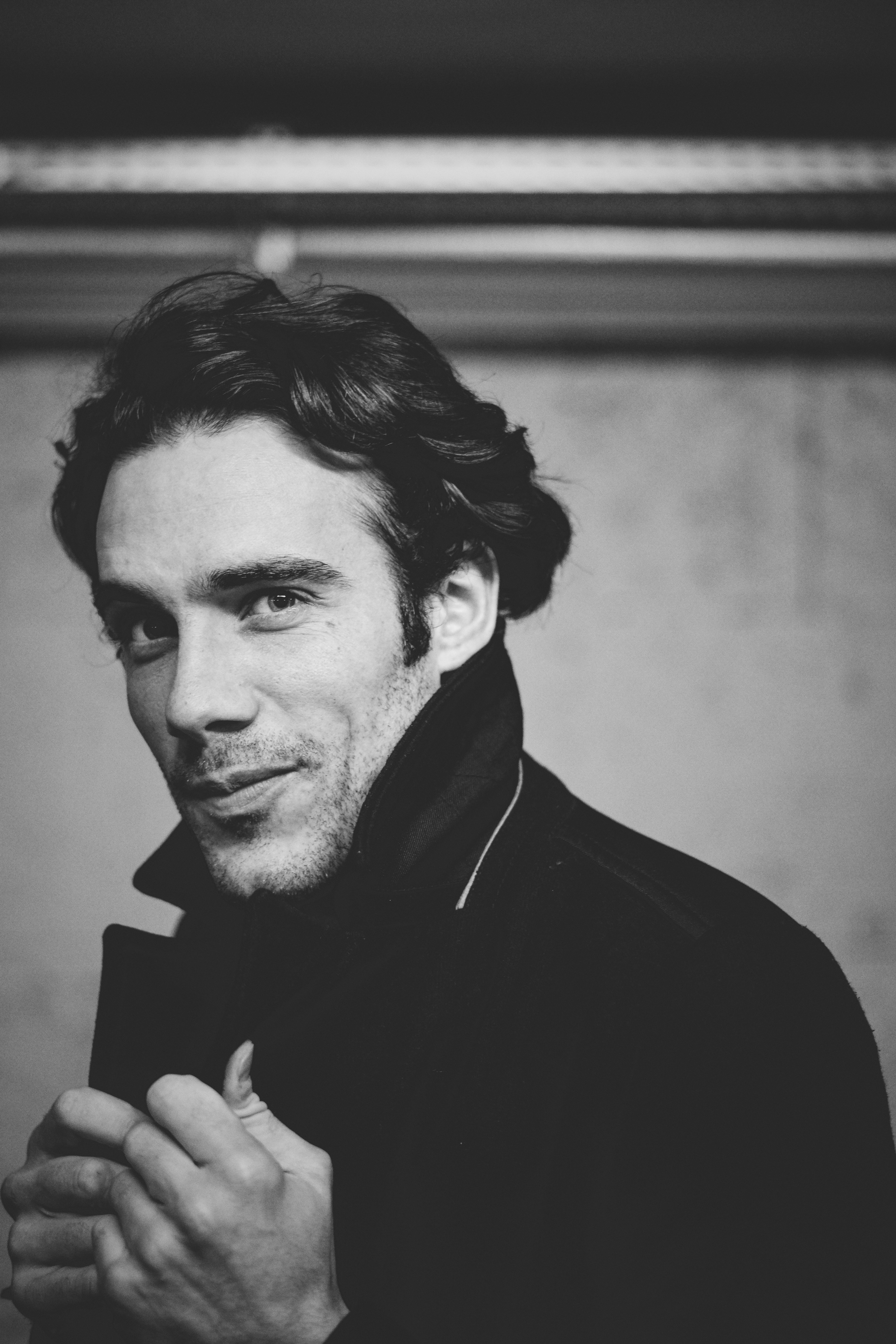

Matthias Schoch (* 23. Januar 1986) ist ein Schweizer Schauspieler.

## Leben
Bekannt wurde er durch die Hauptrolle im erfolgreichen Schweizer Film Jeune Homme von Regisseur Christoph Schaub. 2007 bis 2010 studierte er Schauspiel an der Zürcher Hochschule der Künste (ZHdK, ehemals HMT). 2011–2014 sowie 2019–2023 gehörte er zum festen Ensemble des Theater Biel-Solothurn. 2013 erhielt er für seine Arbeit den Förderpreis der Armin Ziegler-Stiftung.
Regelmässig spielt er in Filmen mit, zuletzt im Tatort: Rapunzel sowie im Hauptcast der neuen SRF-Serie Unsere kleine Botschaft (6 Folgen, 2025). Über die schauspielerische Arbeit hinaus ist er als Sprecher, Moderator und Musiker tätig. Mit der Stückentwicklung «Before I Speak I Have Something to Say» (Merker/Schoch) wurde er zum Schweizer Theatertreffen 2017 eingeladen.
2014–2018 war Matthias Schoch künstlerischer Leiter des Freilichtspektakels Zirkus Chnopf, wo er heute im Vorstand sitzt. Zudem ist er Mitinitiant der Produktions- und Spielstätte für zeitgenössischen Zirkus Zirkusquartier Zürich sowie von der Initiative FAIRSPEC.
Schoch ist seit 2023 Mitglied von Karl’s kühne Gassenschau. Er ist Teil des vierköpfigen künstlerischen Leitungsteams, das im Juni 2024 die Produktion Reception auf die Bühne brachte.

## Bühne (Auswahl)
- 2009: Bunbury (Oscar Wilde, Theater Biel-Solothurn), Rolle: Cecily Cardew
- 2011: Medea (Euripides, Churer Staatspalett), Rollen: Jason, Kreon, Bote
- 2011: Ein Volksfeind (Henrik Ibsen, Theater Biel-Solothurn), Rolle: Hovstad
- 2011: Die Vögel (nach Aristophanes, Theater Biel-Solothurn), Rollen: Ensemble, musikalische Leitung
- 2012: Die Grönholm-Methode (Jordi Galceran, Theater Biel-Solothurn), Rolle: Carlos Bueno
- 2012: Der Mann in der Badewanne (oder wie man ein Held wird) (Lukas Linder, Theater Biel-Solothurn), Albert Wegelin
- 2012: Don Carlos (Friedrich Schiller, Theater Biel-Solothurn), Rolle: Don Carlos
- 2012: Mit wem soll ich jetzt schweigen? (Texte von Peter Bichsel, Theater Biel-Solothurn), Rollen: Ensemble, musikalische Leitung
- 2013: Barbaren (Maxim Gorki, Theater Biel-Solothurn), Rolle: Dr. Makarov
- 2013: Der nackte Wahnsinn (Michael Frayn, Theater Biel-Solothurn), Rolle: Garry Lejeune
- 2013: Der zerbrochene Krug (Heinrich von Kleist, Theater Biel-Solothurn), Rolle: Gerichtsrat Walter
- 2014: Eines langen Tages Reise in die Nacht (Eugene O’Neill, Theater Biel-Solothurn), Rolle: Edmund Tyrone
- 2014: Gegen die Demokratie & Gegen die Liebe (Esteve Soler, Theater Biel-Solothurn), mehrere Rollen
- 2014: Don Camillo & Peppone (G. Theobalt/G. Guareschi, Theater Biel-Solothurn), Rollen: Mariolino, musikalische Leitung
- 2015: Amadeus (Peter Shaffer, Theater Biel-Solothurn), Rolle: Amadeus
- 2016: Before I Speak I Have Something to Say (Stückentwicklung, Merker/Schoch), Rolle: Groucho, musikalische Leitung
- 2016: Robin Hood (John von Düffel, Luzerner Theater), Rolle: Mitch, Komposition und musikalische Leitung
- 2017: Ronja Räubertochter (nach Astrid Lindgren, Luzerner Theater), Rolle: Songwriting und musikalische Leitung
- 2018: Ein Luzerner Jedermann (nach Hugo von Hofmannsthal, Luzerner Theater), Rolle: Jedermann
- 2018: Animal Farm (nach George Orwell, Theater Biel-Solothurn), Rolle: Napoleon, Komposition und musikalische Leitung
- 2019: Geister (Stückentwicklung, Merker/Bieri/Pavillon/Murray/Schoch), Rolle: Ensemble, musikalische Leitung
- 2019: Der Weg ins Morgenland (Dominique Ziegler, Theater Biel-Solothurn), Rolle: Junger Mann – deutschsprachige Erstaufführung
- 2019: Sonny Boys (Neil Simon, Theater Biel-Solothurn), Rolle: Ben Silverman
- 2020: Die Panne (Friedrich Dürrenmatt, Theater Biel-Solothurn), Rolle: Alfredo Traps
- 2021: Romeo & Julia (William Shakespeare, Theater Biel-Solothurn), Rolle: Capulet
- 2021: Die Marquise von O... (nach Heinrich von Kleist, Theater Biel-Solothurn), Rolle: Graf
- 2022: Faust (J. W. v. Goethe, Theater Biel-Solothurn)
- 2022: Die Jahreszeiten (nach Peter Bichsel, Theater Biel-Solothurn)
- 2022: Für alle Fische muss die Sintflut ein Fest gewesen sein (Franz Hohler, Theater Biel Solothurn)
- 2023: Play Falstaff (nach William Shakespeare, Theater Biel Solothurn)[3]
- 2023: Switzerland (Joanna Murray-Smith, Theater Biel Solothurn)
- 2024: Reception (Brigitt Maag, Max Merker, Matthias Schoch, Paul Weilenmann, Karl's kühne Gassenschau)
- 2026: Nachtträume (Marcos Morau, Opernhaus Zürich)

## Filmografie (Auswahl)
- 2006: Jeune Homme
- 2008: Alice-Paris
- 2009: Giulias Verschwinden
- 2010: Reduit
- 2011: Baumhaus
- 2011: De Roni
- 2011: Best Friends (TV-Serie)
- 2013: Huere müesahm
- 2014: Break-ups (Web-Serie)
- 2014: Ziellos (Kino)
- 2015: Stöffitown ()
- 2015: Verliese des Flüchtigen (Kino)
- 2016: Moby (Kurzfilm)
- 2018: Deville: Polit-Talk (TV)
- 2019: Die fruchtbaren Jahre sind vorbei (Kino)
- 2023: Mary (Kurzfilm)
- 2024: Karl's kühne Gassenschau - Ein Abgang mit Paukenschlag (Dokumentarfilm)
- 2025: Sturm (AT) (Kurzfilm)
- 2025: Tatort: Rapunzel (TV-Serie)
- 2025: Unsere kleine Botschaft (TV-Serie)
- 2025: Spectacular Life (Kino)
- 2026: Ich dich auch (TV-Serie)

## Moderation (Auswahl)
- 2006: Succès Zürich 06, Verleihung der Erfolgsprämien der Zürcher Filmstiftung
- 2007: Cadrage Zürich 07, Preisverleihung der Zürcher Filmstiftung
- 2008: Cadrage Zürich 08, Preisverleihung der Zürcher Filmstiftung
- 2011: 15. Internationale Kurzfilmtage Winterthur (Eröffnung, Preisverleihung)
- 2012: 16. Internationale Kurzfilmtage Winterthur (Preisverleihung)
- 2013: 17. Internationale Kurzfilmtage Winterthur (Eröffnung, Preisverleihung)
- 2014: 18. Internationale Kurzfilmtage Winterthur (Eröffnung, Preisverleihung)
- 2018/19 «Nüt über LATE» – die Solothurner Late Night Show mit KreuzKultur